# کوزوجولو
کوزوجولو (به ترکی استانبولی: Kuzuculu) شهری است در کشور ترکیه که در استان ختای واقع شده‌است. جمعیت این شهر بر اساس سرشماری سال ۲۰۰۸ میلادی ۱۱٬۲۷۹ نفر و بر اساس برآوردهای سال ۲۰۰۹ میلادی ۱۱٬۶۵۹ نفر می‌باشد.